# Sex World
Sex World (estilitzat com a SexWorld) és una pel·lícula pornogràfica estatunidenca de ciència-ficció del 1977 dirigida per Anthony Spinelli i escrita per Spinelli i Dean Rogers, a partir d'una història de Spinelli. És protagonitzada per Annette Haven, Lesllie Bovee, Sharon Thorpe, Desiree West, i Amber Hunt. La pel·lícula té lloc principalment en un complex de ficció conegut com Sex World, on les persones poden viure els seus desitjos sexuals secrets i superar les seves inhibicions amb l'ajuda de sexbots androides.
Sex World ha estat descrit com a spoof o pastitx de Westworld, i és considerada una pel·lícula pornogràfica paròdica.

## Argument
Un grup de persones puja a bord d'un autobús xàrter que es dirigeix a Sex World, un complex turístic on les persones poden allotjar-se durant tres dies i tres nits i que les seves fantasies sexuals es compleixin. Entre els passatgers hi ha una pintora anomenada Joan Rice i el seu marit Jerry; una dona anomenada Millicent i la seva parella submisa i impotent Ralph; i la solitària i introvertida Lisa, que recorda una experiència en què portava una perruca rossa i tenia sexe telefònic amb un desconegut. Els passatgers reben qüestionaris i se'ls informa que, per garantir la privadesa, se'ls prohibeix confraternitzar entre ells a l'estació.
L'autobús arriba a Sex World i, aquella nit, els visitants s'asseuen amb uns assessors individuals per ser entrevistats sobre els seus desitjos sexuals. Sense que els visitants ho sàpiguen, les discussions estan sent controlades per una sala de control de tècnics la feina dels quals és assegurar el compliment de les seves fantasies. En una habitació privada, un visitant blanc anomenat Roger es troba amb la Jill, una dona negra que va veure a l'autobús cap a Sex World. Malgrat els seus prejudicis racials, la Jill convenç en Roger de tenir relacions sexuals amb ella. Mentrestant, en Jerry es troba a una habitació amb dues noies, la Linda i la Jo. Les noies es fan cunnilingus una sobre l'altra, abans que totes dues li fan una fel·lació al Jerry.
En la seva entrevista, Joan descriu la seva atracció per la seva veïna Marian. Aleshores, el seu desig es compleix en forma d'una Marian artificial, que li fa un petó i li fa cunnilingus. En altres llocs, Millicent i Ralph parlen per separat amb els seus consellers individuals. Millicent expressa el seu desig de ser dominada, mentre que Ralph revela el seu secret fetitx cornut. Llavors, Millicent té una relació dura amb un individu anomenat Phil, que es descriu a si mateix com a programat per tenir resistència, mentre Ralph els mira a través d'un mirall unidireccional. Llavors en Ralph és conduït a una altra habitació per l'Ann, que aconsegueix fer-li una erecció, i els dos tenen relacions sexuals.
Dale, una dona que recorda amb nostalgia al seu antic amant Alex, té una parella anomenada Tomas. Després d'abaixar les seves barreres emocionals, ella i en Tomas es fan un petó i tenen sexe. Durant l'entrevista de la Lisa, la Lisa revela el seu desig de ser observada i tractada amb amabilitat. També revela que assisteix a pel·lícules de classificació X, i transmet un interès per Johnnie Keyes de Behind the Green Door. Més tard, truca a la porta de la seva habitació un home que diu que la va veure quan va arribar, i que vol estar amb ella. Ella li nega l'entrada i ell marxa. Un Johnnie Keyes artificial entra llavors a la seva habitació. Li fa cunnilingus, tenen relacions sexuals i ella li fa una fel·lació.
Al final del cap de setmana, els visitants pugen a l'autobús per sortir de Sex World. Joan confia a un conseller que està preocupada pel seu matrimoni amb Jerry. Ralph, ara confiat i assertiu, fa un petó a la Millicent i puja a l'autobús amb ella i els altres visitants que marxen. Mentrestant, Roger intenta subornar a un empleat de Sex World perquè li permeti quedar-se de nou al complex, però l'empleat rebutja l'oferta.

## Repartiment
- Lesllie Bovee - Joan Rice (com Leslie Bovee)
- Kent Hall - Jerry Rice
- Kay Parker - Millicent
- Jack Wright - Ralph
- Sharon Thorpe - Lisa
- John Leslie - Roger
- Desiree West - Jill
- Annette Haven - Dale
- Peter Johns - Lisa's Caller
- Amber Hunt - Linda
- Carol Tong - Jo
- Abigail Clayton - Marian
- Joey Silvera - Phil (com Joe Civera)
- Eileen Dover - Ann
- Suzette Holland - Alex
- Roberto Ramos - Tomas
- Jake Freeman - Man at Lisa's Door
- Johnnie Keyes - Johnnie Keyes

## Màrqueting i llançament
El març de 1978, Walnut Properties, l'empresa propietària de la cadena de cinemes per adults Pussycat Theatres, va guanyar una demanda que li va permetre col·locar anuncis de Pussycat Theatres als autobusos del Southern California Rapid Transit Districte per promoure el llançament de Sex World.
Diverses fonts indiquen l'any d'estrena de la pel·lícula el 1977, inclosa la distribuïdora de vídeos per la llar Vinegar Syndrome. Tanmateix altres fonts situen l'estrena de la pel·lícula l'any 1978.

## Mitjans domèstics
Sex World es va publicar a VHS almenys ja a la dècada de 1990.
El 2014, la pel·lícula es va estrenar en DVD i Blu-ray per Vinegar Syndrome. Aquest llançament, que inclou una restauració de la pel·lícula amb resolució 4K dedel seu original negatiu de pel·lícula de 35 mm, estava limitat a 1.500 unitats. El 2015, Vinegar Syndrome va tornar a estrenar la pel·lícula com a DVD autònom, i el 2016, la van tornar a estrenar en Blu-ray. Vinegar Syndrome va estrenar la pel·lícula en 4K UHD el febrer de 2021.